# Road to Perdition
Road to Perdition (Brasil: Estrada para Perdição / Portugal: Caminho para Perdição)  é um filme norte-americano de 2002 dirigido por Sam Mendes e escrito por David Self, adaptado da história em quadrinhos homônima escrita por Max Allan Collins e ilustrada por Richard Piers Rayner, que foi publicada pela DC Comics sob sua marca Paradox Press. O filme é estrelado por Tom Hanks, Paul Newman, Jude Law e Daniel Craig. A história passa-se no ano de 1931, durante a Grande Depressão, seguindo um mafioso e seu filho enquanto buscam vingança pela morte do resto de sua família.
As filmagens ocorreram na região de Chicago. Mendes, que havia recentemente terminado American Beauty, procurou uma história com poucos diálogos e que transmitisse emoções através de suas imagens. O diretor de fotografia Conrad Hall aproveitou a situação para criar vários simbolismos para o filme, vencendo vários prêmios, incluindo o Oscar de melhor fotografia. O filme explora vários temas, incluindo as consequências da violência e as relações entre pai e filho.
O filme foi lançado em 12 de julho de 2002, arrecadando mais de 180 milhões de dólares mundialmente em bilheteria. A fotografia, a ambientação e as interpretações de Hanks e Newman, em seu último filme, foram elogiadas.

## Enredo
Michael Sullivan, Sr. é um mafioso que trabalha para John Rooney, o chefão da máfia irlandesa de Rock Island, durante a Grande Depressão. Rooney criou o órfão Sullivan e o ama mais que seu prórpio filho biológico, o instável Connor. O descontente associado Finn McGovern é morto por Connor durante um encontro com Sullivan, fazendo com que Sullivan matasse o resto dos homens de McGovern. O filho de doze anos de Sullivan, Michael Sullivan, Jr., que estava escondido no carro do pai, testemunha todo o incidente. Apesar de Sullivan jurar segredo por parte de seu filho, e Rooney exirgir que Connor desculpe-se por sua ação, Connor suspeita da existência de testemunhas e age. Enquanto envia Sullivan para a morte em um bar clandestino, ele assassina a esposa de Sullivan, Annie, e seu filho mais novo, Peter, o confundindo com Michael Jr. Entretanto, Sullivan escapa com seu filho para Chicago para procurar Al Capone, querendo trabalho e a localização de Connor, que agora está escondido.
Frank Nitti, associado de Capone, rejeita Sullivan, e conta a Rooney sobre a reunião. Rooney relutantemente permite que Nitti envie o fotógrafo criminal e assassino Harlen Maguire, que gosta de fotografar suas vítimas, para matar Sullivan. Ele o encontra junto com Michael em um restaurante à beira da estrada, porém falha em matá-los; Sullivan percebe o atentado e quebra o carro de Maguire antes de escapar. Em resposta, enquanto ensina Michael a ser um motorista de escape, Sullivan começa a assaltar bancos que guardam o dinheiro de Capone e Rooney com a esperança de poder trocá-lo por Connor. Seus planos são impedidos quando a máfia retira seu dinheiro dos bancos, então Sullivan visita Alexander Rance, o contador de Rooney, para obter informações. Entretanto, ele é emboscado, e Rance o prende na sala até Maguire chegar, porém Michael avisa seu pai com a buzina do carro e Rance é morto no tiroteio. Maguire é ferido quando uma bala quebra um vidro do lado de seu rosto, e Sullivan escapa com os livros de contabilidade. Porém, enquanto foge, Maguire consegue baleá-lo no braço.
Michael leva seu pai para uma fazenda onde um casal de idosos o ajuda a se recuperar. Sullivan se aproxima de seu filho e descobre a partir dos livros de contabilidade que Connor usava nomes de mafiosos mortos para roubar de seu pai. Antes de partirem, os Sullivan entregam grande parte do dinheiro roubado para o casal de fazendeiros. Sullivan então confronta Rooney com a informação durante uma missa. Apesar dele admitir saber dos roubos e que o único modo de terminar com isso é com a morte de Connor, Rooney se recusa a desistir do filho. Em uma noite, escondido pela chuva e pela escuridão, Sullivan ataca Rooney e assassina todos os seus guardas. Antes de morrer, Rooney diz estar feliz por isso ter acontecido nas mãos de Sullivan. Não tendo nenhum outro motivo para proteger Connor, Nitti revela sua localização. Sullivan vai até o esconderijo de Connor em um hotel e o mata.
Ele então leva Michael para a casa de sua tia Sarah em Perdição, uma pequena cidade nas margens do Lago Michigan. Entretanto, eles são emboscados pelo desfigurado Maguire. Enquanto Maguire prepara-se para tirar uma foto do agonizante Sullivan, Michael aparece e aponta uma arma para ele, porém não consegue atirar. Sullivan então saca sua arma e mata o assassino, morrendo nos braços de seu filho. Lamentando a morte do pai, Michael consegue voltar para a fazenda para viver com o casal de idosos. Ele afirma enquanto cresce que o único medo de seu pai era que seu filho se tornasse igual a ele, e ao ser perguntado se Sullivan era uma boa pessoa, Michael apenas responde dizendo que ele era seu pai.

## Elenco
- Tom Hanks como Michael Sullivan, Sr., um assassino que trabalha para John Rooney. Hanks recebeu uma cópia do quadrinho Road to Perdition enviada por Steven Spielberg enquanto filmava Cast Away. Inicialmente muito ocupado para entender a história, ele mais tarde recebeu o roteiro adaptado de David Self, gostando muito. Hanks, pai de quatro filhos, comentou o papel de Sullivan, "Entendo esse cara. Se você é homem, e se você têm filhos ... emocionalmente, é devastador".[3]
- Tyler Hoechlin como Michael Sullivan, Jr., o filho mais velho de Michael Sullivan, Sr.. Hoechlin foi escolhido dentre mais de 2.000 para o papel.[3] O ator tinha 14 anos na época das filmagens. Para as cenas em que o personagem de Hoechlin ajuda seu pai como motorista de escape, ele recebeu treinamento especial de um instrutor de direção.[4]
- Paul Newman como John Rooney, um chefe mafioso que trata Sullivan como um filho. Newman era a primeira escolha para interpretar o papel.[5] O ator se preparou pedindo para que Frank McCourt, autor irlandês-americano, gravasse sua voz em fita.[3]
- Jude Law como Harlen Maguire, um fotógrafo criminal e assassino. Self, que criou o personagem já que ele não existia no quadrinho, explicou, "Ele fica tão exausto de se expôr nesse mundo, que cruza a linha de ser um contador de histórias para ser um criador de histórias".[6] Para captar o "semblante decadente" do personagem, Law recebeu uma maquiagem que lhe dava um tom de pele pálido para refletir as horas em que trabalhava dentro de uma sala escura. Os dentes do ator receberam uma pintura para ficarem com uma aparência podre.[4] Seus cabelos também foram deixados bem finos. O personagem de Law carrega uma câmera que serve como simbolismo duplo para seus atos de assassinato. O apartamento de Maguire também mostra uma coleção de fotografias, com algumas sendo retiradas diretamente de arquivos policiais da época.[7]
- Daniel Craig como Connor Rooney, o instável e violento filho de John Rooney. Ele inveja a relação que seu pai tem com Sullivan.
- Stanley Tucci como Frank Nitti, associado de Al Capone. Tucci anteriormente evitou papéis em filmes de gângsters, acreditando que Hollywood esteriotipava todos os ítalos-americanos como mafiosos. O ator, artaído pela oportunidade de trabalhar com Mendes e sua equipe, aceitou o papel de Nitti, um mafioso real de Chicago.[8]
- Jennifer Jason Leigh como Annie Sullivan, a esposa de Michael Sullivan, Sr. A atriz era amiga de Mendes e interpretou o papel como um favor para o diretor. Leigh teve mais cenas gravadas, porém, por questões de tempo, algumas foram cortadas. Essas cenas subsequentemente foram colocadas no DVD.[6]
- Liam Aiken como Peter Sullivan, o filho mais novo de Michael Sullivan, Sr..
- Dylan Baker como Alexander Rance, o contador que mantém os livros de contabilidade para o sindicato criminoso de Rooney.
- Ciarán Hinds como Fin McGovern, um homem cujo assassinato por Connor é testemunhado pelo filho de Sullivan.
- Anthony LaPaglia como Al Capone, um famoso mafioso. O personagem foi filmado para uma única cena que foi retirada do corte final do filme,[9] mas que pode ser encontrada nas cenas deletadas do DVD.[10] Mendes passou a acreditar que Cappone era mais ameaçador como uma figura ausente. O ator Alfred Molina recebeu uma oferta para interpretar o papel, porém teve de recusar por conflitos de tempo com o filme Frida.[11]

## Produção
Quando a história em quadrinhos Road to Perdition foi escrita por Max Allan Collins, seu agente viu na história um potencial para uma adaptação cinematográfica, e a mostrou para um agente de cinema. Em 1999, a história chegou a Dean Zanuck, que era o vice-presidente de desenvolvimento da companhia de produção de seu pai, o produtor Richard D. Zanuck. A história foi enviada para Richard D. no Marrocos, que estava lá para produzir Rules of Engagement. Os Zanuck concordaram em produzir a história e a enviaram para o diretor-produtor Steven Spielberg. Pouco tempo depois, Spielberg colocou o projeto em seu estúdio, a DreamWorks SKG, apesar de não escolher dirigí-lo por estar muito ocupado.
O diretor Sam Mendes procurou um novo projeto após completar American Beauty, e explorou as chances de dirigir filmes como A Beautiful Mind, K-PAX, The Shipping News e The Lookout. A DreamWorks enviou a Mendes Road to Perdition, e o diretor gostou muito da história, a considerando como uma "narrativa bem simples, mas tematicamente bem complexa". Um dos temas que ele viu na história foi o mundo dos pais que é inacessível aos filhos. Mendes considerou um dos temas centrais da história o modo como as crianças lidam com a violência, e se a exposição a violência poderia deixar as crianças violentas. Mendes descreveu o roteiro como "sem absolutos morais", um fator que o atraiu muito.

### Roteiro
Quando Spielberg colocou Road to Perdition na DreamWorks, ele chamou o roteirista David Self para adaptar a história em um filme. Self escreveu um rascunho inicial que permanecia bem fiel ao quadrinho e mantinha a maior parte de seus diálogos. O roteiro foi então reescrito por vários roteiristas não creditados, o distanciando do quadrinho e mantendo apenas os elementos principais da história. Alguns dos aspectos mais severos da história foram amenizados e o roteiro se tornou mais simplificado; por exemplo, em alguns rascunhos iniciais Sullivan se torna um alcóolatra, porém esse elemento foi removido totalmente da versão final. A própria história foi inspirada no mangá Lobo Solitário e Max Allan Collins reconheceu sua influência em Road to Perdition, declarando que "o filme é 'uma homenagem descarada' a Lobo Solitário".
Alguns nomes de alguns personagens foram levemente alterados das versões originais: o sobrenome dos gângsters reais John Looney e seu filho Connor foram alterados para Rooney, e originalmente o sobrenome de Michael Sullivan e sua família era O'Sullivan. Uma adição significativa ao roteiro foi a criação de um dos antagonistas do filme, Harlen Maguire, para fornecer um elemento que persegue os Sullivan e os força a sair do velho mundo.
O ator Tom Hanks e o diretor de fotografia Conrad Hall pediram para que Mendes limitasse a violência no filme para atos significativos, ao invés de carnificinas gratuitas. O personagem de Hanks, Michael Sullivan, Sr., é conhecido como "O Anjo da Morte" no quadrinho e invoca o medo naqueles perto dele, porém sua infâmia é diminuída no filme. O diretor, que descreveu os quadrinhos como "muito mais polpudos", procurou reduzir a história do quadrinho até sua essência, procurando a "simplicidade não-verbal" de filmes como Once Upon a Time in America, Pat Garrett and Billy the Kid e os filmes dirigidos por Akira Kurosawa que tinham poucos diálogos. Os diálogos nos confrontos entre personagens de Road to Perdition foram diminuídos até o mínimo, e Mendes descreveu o filme como uma "história poética e elegíaca, em que as imagens contam a história". Uma das cenas sem diálogo do filme era um dueto de piano entre Sullivan e Rooney, criada para mostrar a relação dos dois sem nenhuma palavra. Nos 20 minutos finais de Road to Perdition, o roteiro foi escrito para ter apenas seis falas de diálogo.
Collins originalmente queria escrever o roteiro adaptado de sua história em quadrinhos, porém nunca recebeu a oportunidade. Ele escolheu não se envolver no processo de escrita para respeitar o estilo diferente da outra mídia, apesar de ter atuado como consultor. Collins elogiou a adição de Maguire e considerou o uso minimalista dos diálogos como apropriado. O autor também gostou muito da versão cinematográfica de Rooney, agindo "mais abertamente como uma figura paterna" para Sullivan.
Collins se opôs ao uso de xingamentos no filme, já que eles não se encaixavam em sua visão da década de 1930. Ele também contestou o caminho que Michael Sullivan, Jr. segue no filme; no quadrinho ele mata uma pessoa, mas no filme isso não ocorre. Collins também descordou da técnica narrativa do filme; no quadrinho, Michael narra a história como adulto, tendo se tornado padre, enquanto que no filme ele narra tudo ainda quando criança.

### Filmagens
Antes das filmagens, Mendes quis produzir um filme de época que evitasse os clichés do gênero de gângsters. Ele escolheu filmar Road to Perdition em locação na cidade de Chicago, no bairro de Pullman, e na cidade Geneva, Illinois. The Armory, um prédio que abriga a Guarda Nacional do Estado de Illinois, foi liberado para ser usado pelo estúdio pela Comissão de Cinema do Estado de Illinois. Os cenários foram construídos dentro da Armory, incluindo o interior da casa dos Sullivan e a mansão de Rooney. A disponibilidade de uma locação fechada deu a equipe o controle completo da iluminação, que foi estabelecida com a montagem de andaimes.

Atmosfericamente, a paisagem é uma tela magnifica e violenta em que a mítica história de um pai e um filho na última época sem lei da história americana é contada.

— Sam Mendes
Mendes colaborou com o figurinista Albert Wolsy, o diretor de arte Dennis Gassner e o diretor de fotografia Conrad Hall para criar o estilo do filme. Wolsky criou figurinos que eram "bem controlados, com contornos e silhuetas bem suaves". Gassner construíu cenários que poderiam capturar o visual da época. Mendes procurou diminuir a palheta de cores, tendo fundos negros e cenários escuros com muitos cinzas. Mendes filmou Road to Perdition no formato Super 35.
O diretor filmou as cenas exteriores em Illinois durante o inverno e a primavera de 2001, usando condições climáticas reais como neve, chuva e lama para as cenas. Mendes usou as condições climáticas sem vida e os cenários externos frios de Gassner para definir os estados emocionais dos personagens. Pullman se tornou uma locação chave para refeltir esse tema, com vários locais, incluindo o histórico Florence Hotel, sendo facilmente modificados pela equipe do filme. As filmagens terminaram em junho de 2001.

### Fotografia

O diretor de fotografia Conrad Hall criou uma iluminação atmosférica similar a aquelas encontradas nas pinturas de Edward Hopper.

Para estabelecer a iluminação de Road to Perdition, Mendes olhou as pinturas de Edward Hopper como inspiração, particularmente New York Movie. Mendes e Hall tentaram transmitir iluminações atmosféricas para as cenas, aplicando o lema "menos é mais". Hall também filmou planos abertos que tinham apenas um ponto na profundidade de campo em foco. Hall achou que a técnica melhor transmitia a dimensão emocional das cenas. O diretor de fotografia também usou técnicas e materiais não convencionais para criar os efeitos de luz. Um dos métodos de Hall usava seda preta em cenas exteriores de dia para filtrar a luz e criar um ambiente sombreado.
Hall propositalmente distanciou a câmera de Sullivan no início do filme para estabelecer a perspectiva de seu filho, que não sabe da real natureza dele. O personagem foi filmado parcialmente obscurecido, e suas entradas e saídas de cena ocorriam nas sombras. Lentes grandes foram usadas para manter uma certa distância do personagem.
Alguns planos do filme foram tirados diretamente da história em quadrinhos, que foi ilustrada por Richard Piers Rayner. Uma exemplo dessa influência foi uma tomada em que Michael olha para a vista de Chicago de dentro de um carro, com a cidade refletida no vidro.
Uma cena de 40s em que Sullivan e seu filho chegam em Chicago vindos do campo foi complementada com efeitos visuais. Os atores foram filmados na Rua LaSelle, e pela grande mudança do cenário desde a década de 1930, o fundo foi substituído pela Balbo Drive com a ajuda de efeitos visuais.

## Temas

### Consequências da violência
[O que é] importante, nessa história, é o que a violência faz com as pessoas que puxam o gatilho, e o que fez com elas com o passar dos anos, como gradualmente as corroeu. Apodreceu seus interiores.

— Sam Mendes 
O título do filme serve tanto como o destino da viagem de Michael Sullivan e se filho, a cidade de Perdição, como um eufemismo para o Inferno, uma estrada que Sullivan tenta impedir que seu filho viaje. Sullivan, que escolheu o caminho de violência ainda cedo em sua vida, se considera irremediável e tenta salvar seu filho de um destino similar. Mendes comentou, "[Sullivan] está em uma batalha pela alma de seu filho. Será que um homem que viveu uma vida ruim pode alcançar a redenção através de seu filho?" Hanks descreveu seu personagem como um homem que alcançou uma situação confortável através de meios violentos, ignorando as prováveis repercussões. Quando Sullivan é confrontado com as consequências, Hanks diz, "No momento em que entramos na história, é literalmente o último dia dessa falsa perspectiva". Para que o personagem não justificasse suas ações violentas no filme, Mendes cortou cenas em que Sullivan contava a seu filho coisas de seu passado.
No filme, a maioria dos atos de violência são cometidos fora de tela. Os atos de violência também foram planejados para serem rápidos, refletindo a verdadeira velocidade da violência no mundo real. O foco não estava na vítimas diretas da violência perpetuada, mas nos impactos dessa violência na testemunha ou na pessoa responsável pelo ato.

### Pais e filhos
O filme também explora as relações entre pais e filhos, não apenas entre Michael Sullivan e seu filho, mas também entre Sullivan e seu chefe, John Rooney. Sullivan idolatra e teme Rooney simultaneamente, e o filho de Sullivan sente o mesmo por seu pai. O filho de Rooney, Connor, não possui nenhuma das qualidades boas de Sullivan, e Rooney entra em conflito sobre quem proteger: seu filho biológico ou seu filho substituto. Connor inveja a relação de seu pai com Sullivan, e isso serve de combustível para suas ações, causando um efeito dominó que move o filme.
Por Sullivan esconder seu passado do filho, sua tentativa de preservar a relação de pai e filho na verdade a danifica. A tragédia faz Sullivan se aproximar de Michael. Os dois escapam do velho mundo, e o garoto encontra uma oportunidade de estabelecer uma relação mais forte com seu pai. Tyler Hoechlin explica, "Seu pai começa a perceber que Michael é tudo que ainda lhe resta e como ele sentiu falta esse tempo todo. Acho que a jornada é de pai e filho se conhecendo, e também descobrindo quem são".

### Água
A água serve como tema recorrente durante o filme. Ela foi desenvolvida depois das pesquisas para a cena do despertar no começo do filme mostrarem a Mendes que corpos eram mantidos em gelo na década de 1920 para impedir a decomposição. A noção foi entrelaçada dentro do filme, com a presença da água se ligando a morte. O diretor refletiu sobre o tema, "A ligação entre água e morte ... fala sobre a mutabilidade da água e se liga com a da incontrolabilidade do destino. Isso são coisas que os humanos não podem controlar".

## Lançamento
Quando as filmagens terminaram em julho de 2001, o estúdio planejou um lançamento no natal do mesmo ano. Porém em setembro de 2001, Mendes pediu mais tempo. Road to Perdition foi então adiado para 12 de julho de 2002, uma manobra incomum já que colocou um filme dramático para competir com filmes de ação.

### Bilheteria
Road to Perdition estreou em 1.798 salas em seu primeiro fim de semana nos Estados Unidos, competindo contra vários outros lançamentos como Reign of Fire, Halloween: Resurrection e The Crocodile Hunter: Collision Course. O filme arrecadou US$ 22.079.481, ficando atrás de Men in Black II, que estava em sua segunda semana. Ele eventualmente arrecadou US$ 104.454.762 nos EUA e mais US$ 76.546.716 em outros países para um total mundial de US$ 181.001.478.

### Crítica
O filme foi bem recebido pela crítica. James Berardinelli elogiou os visuais e a atmosfera de Road to Perdition, porém achou que faltava uma maior ligação emocional com os personagens, exceto no caso do filho de Sullivan. Roger Ebert do Chicago Sun-Times alogiou o uso temático da água e a fotografia de Hall. Ele também sentiu uma falta de ligação com os personagens, dizendo "Eu sabia que os admirava, mas não sabia se gostava deles ... são frios e nos mantém distantes".
Eleanor Ringel Gillespie do The Atlanta Journal-Constitution gostou da fotografia e da ambientação, como também as interpretações de Hanks e Newman. Gillespie disse que gostaria que o filme fosse um pouco mais longo para melhor explorar seu núcleo emocional. Eric Harrison, escrevendo para o Houston Chronicle, considerou que Road to Perdition era "o filme mais brilhante no gênero [policial]" desde Once Upon a Time in America. Harrison achou que o roteiro de Self era "tão afiado que a história pode mudar de direção na batida de um coração".
Kirk Honeycutt do The Hollywood Reporter elogiou Hanks, Newman e Craig, mas achou que a interpretação de Law era "quase cartunesca". Peter Travers da Rolling Stone também elogiou Hanks e Newman: "[Eles] atuam juntos com a confiança de titãs, seus talentos em serviço dos personagens, não do ego". Ele também citou a fotografia "de tirar o fôlego" de Hall e a trilha sonora "evocativa" de Newman.
Paul Clinton da CNN disse: "Apesar dessas profundas questões humanas serem abordadas, elas nunca são totalmente exploradas, e isso enfraquece o sentimento de grandeza que esse filme obviamente almeja. Ele achou o personagem de Craig "unidimencional ao extremo". Clinton também achou que a fotografia sobrepujava a história, que ele considerou "fraca". Para o The Village Voice, J. Hoberman descreveu Road to Perdition como "sombrio mas piegas" e também disse que "a ação é pomposa e a energia perdida". Stephen Hunter do The Washington Post sentiu que o roteiro se perdeu após Sullivan e seu filho deixarem sua antiga vida.

### Prêmios
Road to Perdition foi indicado a seis Oscars: melhor ator coadjuvante (Paul Newman), melhor direção de arte (Dennis Gassner e Nancy Haigh), melhor fotografia (Conrad Hall), melhor trilha sonora original (Thomas Newman), melhor som (Scott Millan, Bob Beemer e John Pritchett) e melhor edição de som (Scott Hecker). O único a vencer foi Hall em fotografia, de forma póstuma, e seu prêmio foi recebido por seu filho Conrad W. Hall.
O filme também foi indicado para três BAFTA Award: melhor ator coadjuvante (Newman), melhor fotografia (Hall) e melhor desenho de produção (Gassner), vencendo nas duas últimas categorias. Hall também venceu um prêmio da American Society of Cinematographers por melhor direção de fotografia em cinema. Newman por sua vez também foi indicado ao Globo de Ouro de melhor ator coadjuvante. Em abril de 2006, a revista Empire elegeu Road to Perdition como o sexto melhor filme baseado em quadrinhos de todos os tempos.